# Hochgernhaus
Das Hochgernhaus ist eine privat geführte Schutzhütte in 1461 m ü. NHN Höhe auf der Südwestseite des Hochgerns rund 1300 Meter Luftlinie westlich des Gipfels im Bereich der Weitalm. Es befindet sich in den Chiemgauer Alpen auf dem Gemeindegebiet von Unterwössen im oberbayerischen Landkreis Traunstein. Das Hochgernhaus ist ein bekanntes und beliebtes Ausflugsziel mit seinem Ausblick bis zum Kaisergebirge. Der Hochgern (1750 m) ist einer der besten Aussichtsberge der Chiemgauer Alpen mit Blick auf Chiemsee, Alpenvorland und an Föhntagen bis zu den Zentralalpen. Das Schutzhaus ist ganzjährig geöffnet und bietet zu jeder Jahreszeit eine Rast, im Sommer bei einer Bergwanderung und im Winter bei einer Skitour. Bei geeigneten Verhältnissen wird der Hüttenweg von Marquartstein herauf geräumt, sodass man zu Fuß zur Hütte aufsteigen und mit Rodelschlitten abfahren kann. Für Bergsteiger ist das Hochgernhaus ein bedeutender Stützpunkt auf größeren Touren durch die Chiemgauer Alpen und auf dem Weitwanderweg Königssee-Bodensee, dem Maximiliansweg.

## Zugänge
- Von Marquartstein (630 m, Parkplatz) über Agergschwend auf dem leichten Hüttenweg, Gehzeit: 2 Stunden
- Von Unterwössen (600 m, Parkplatz) über Grund, Point und Agergschwend, leicht, Gehzeit: 2 Stunden
- Von Staudach-Egerndach (580 m, Parkplatz) über Staudacher Alm und Gernsattel, mittel, Gehzeit: 3 Stunden
- Von Kohlstatt (730 m, bei Bergen) über Vorderalm und Staudacher Alm, mittel, Gehzeit: 4 Stunden
- Von Kohlstatt über Hinteralm und Bischofsfellnalm, leicht, Gehzeit: 4 Stunden

## Übergang
- Hochfellnhaus (1670 m) über Bischofsfellnalm, Hinteralm und Thoraukopf, mittel, Gehzeit: 4 Stunden

## Gipfelbesteigungen
- Hochgern (1748 m) über Gernsattel und Westseite, leicht, Gehzeit: 45 Minuten
- Hochlerch (1633 m) über Gernsattel, nicht markiert, mittel, Gehzeit: 30 Minuten
- Silleck (1610 m) über den Hochgern, zuletzt weglos und nicht markiert, Gehzeit: 1½ Stunden